# Ruggell
Ruggell (helyi dialektusban Ruggäll) liechtensteini település, az ország legészakibb és legalacsonyabban fekvő községe.

## Történelem
A települést először Kr. u. 933 körül, egy adásvételi szerződésben említették, amely ma a St. Galleni apátság levéltárában található. Az évszázadok során a községet sokszor sújtotta árvíz, míg végül 1927-ben szabályozták a Rajnát, így az árvízveszély megszűnt.
A történelem folyamán az itt lakók mindig mezőgazdasággal foglalkoztak, de mára csak mintegy két-három gazda él a faluban.
A lakónépesség több mint kétszeresére nőtt az elmúlt 30 évben. Ma több mint 2000 ember él az ország legészakibb és legalacsonyabban fekvő községében. Az olyan történelmi épületek mellett, mint például a Szent Fridolin plébániatemplom, amelyet 1899-ben Gustav von Neumann bécsi építész épített, a faluképet modern magán- és kereskedelmi épületek jellemzik.
Ruggell rendelkezik iskolákkal, postahivatalokkal, éttermekkel, szabadidős létesítményekkel, áruházakkal, televíziós csatornákkal, gyalogos és kerékpárutakkal.

## Népesség
Ruggellnek 2135 lakosa van - közülük 1060 férfi és 1075 nő (2015. június 30-án). A nemzetiségek a következőképpen oszlanak meg: 1575 liechtensteini (73,8%), 560 más nemzetiségű (26,2%).
A lakosság döntő többsége (80,2%) római katolikus, 10,4% protestáns és 4% más felekezethez tartozik, 5,4% nem tartozik egyetlen vallási közösséghez sem, vagy nem adott információt (2010. december 31.).

## Látnivalók
- Szent Fridolin plébániatemplom (1899-ben épült)
- Küefer-Martis-Huus falumúzeum
- Ruggeller Riet (mocsárvidék nagyon gazdag növény- és állatvilággal)
- Hármashatár (Liechtenstein, Ausztria és Svájc)

## Politika
A település polgármestere 2007 óta Ernst Büchel (FBP)

## Ruggelliek
- Klaus Tschütscher (1967-) liechtensteini politikus, Liechtenstein miniszterelnöke 2009 és 2013 között
- Marcel Tschopp (1974-) liechtensteini hosszútávfutó, olimpikon
- Benjamin Büchel (1989-) liechtensteini válogatott labdarúgó, az FC Vaduz játékosa

## Fordítás
Ez a szócikk részben vagy egészben  a   Ruggell című német Wikipédia-szócikk fordításán alapul.  Az eredeti cikk szerkesztőit annak laptörténete sorolja fel. Ez a jelzés csupán a megfogalmazás eredetét és a szerzői jogokat jelzi, nem szolgál a cikkben szereplő információk forrásmegjelöléseként.